# Liste der Biografien/Schmidp
Liste der Biografien |
Portal Biografien |
Personensuche
# |
A |
B |
C |
D |
E |
F |
G |
H |
I |
J |
K |
L |
M |
N |
O |
P |
Q |
R |
S |
T |
U |
V |
W |
X |
Y |
Z |
?
 
Sa |
Sb |
Sc |
Sd |
Se |
Sf |
Sg |
Sh |
Si |
Sj |
Sk |
Sl |
Sm |
Sn |
So |
Sp |
Sq |
Sr |
Ss |
St |
Su |
Sv |
Sw |
Sy |
Sz
 
Sca–Sce |
Sch |
Sci–Scz
 
Scha |
Schc |
Schd |
Sche |
Schg |
Schi |
Schj |
Schk |
Schl |
Schm |
Schn |
Scho |
Schp |
Schr |
Schs |
Scht |
Schu |
Schv |
Schw |
Schy
 
Schma |
Schme |
Schmi |
Schmo |
Schmu |
Schmy
 
Schmic |
Schmid |
Schmie |
Schmig |
Schmik |
Schmil |
Schmin |
Schmir |
Schmis |
Schmit
 
Schmida |
Schmidb |
Schmide |
Schmidf |
Schmidg |
Schmidh |
Schmidi |
Schmidj |
Schmidk |
Schmidl |
Schmidm |
Schmidp |
Schmidr |
Schmids |
Schmidt |
Schmid, A |
Schmid, B |
Schmid, C |
Schmid, D |
Schmid, E |
Schmid, F |
Schmid, G |
Schmid, H |
Schmid, I |
Schmid, J |
Schmid, K |
Schmid, L |
Schmid, M |
Schmid, N |
Schmid, O |
Schmid, P |
Schmid, R |
Schmid, S |
Schmid, T |
Schmid, U |
Schmid, V |
Schmid, W |
Schmid, Y
Die Liste der Biografien führt alle Personen auf, die in der deutschsprachigen Wikipedia einen Artikel haben. Dieses ist eine Teilliste mit 2 Einträgen von Personen, deren Namen mit den Buchstaben „Schmidp“ beginnt.

## Schmidp

### Schmidpe
- Schmidpeter, Marc (* 1995), deutscher Eishockeyspieler
- Schmidpeter, René (* 1974), deutscher Betriebswirt